# Vườn quốc gia Bald Rock

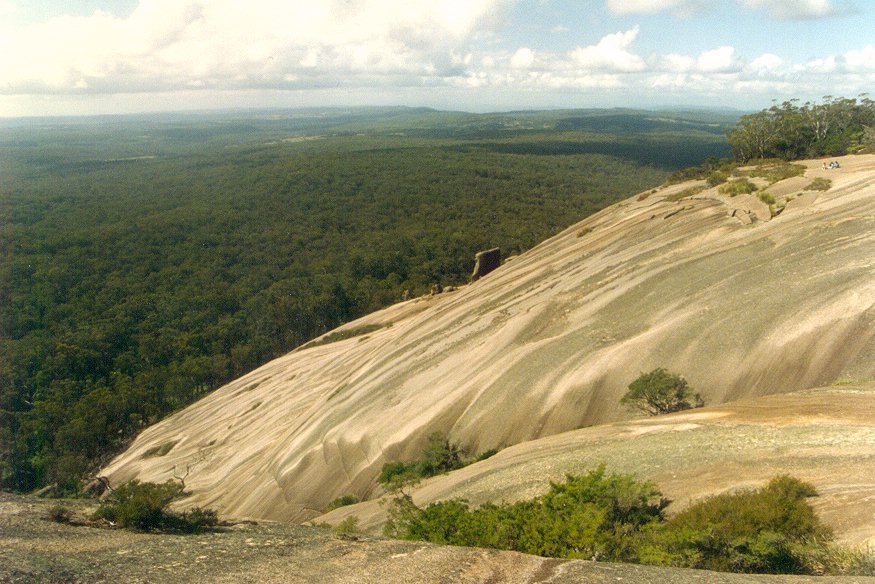
Cảnh nhìn xa hẹp từ đỉnh Bald Rock

Vườn quốc gia Bald Rock là một vườn quốc gia ở miền bắc bang New South Wales, Úc, ngay phía bắc Tenterfield ở ranh giới bang Queensland. Bên kia ranh giới, vườn quốc gia tiếp nối với vườn quốc gia Girraween.
Vườn quốc gia này rộng 75 km², được đặt tên theo cảnh nổi bật của vườn là Bald Rock, một khối đá granite lớn trồi lên mặt đất, cao hơn vùng chung quang 200 m, dài khoảng 750 m và rộng 500 m. Đây là đá granite nguyên khối lớn nhất ở Úc. Người ta có thể lên khối đá này bằng một đường dành riêng vào trong vườn rồi theo 2 đường mòn có đánh dấu để lên đỉnh khối đá. Từ đỉnh khối đá này người ta có cái nhìn toàn cảnh khu vực cây bụi chung quanh.
Vườn này là Vành đai đá granite của Queensland (Granite Belt, Queensland), được hình thành cách đây khoảng 220 triệu năm do việc macma granite (đá nóng chảy) làm xâm nhập đá trầm tích và biến chất vào chung quanh Stanthorpe Adamellite. Sau này do việc nâng lên và xói mòn quá trong trình tạo núi khiến cho các đá trầm tích và biến chất chung quanh bị xói mòn đi, chỉ còn lại Stanthorpe Adamellite, do chịu đựng được thời tiết.